# 松本和朗
松本 和朗（まつもと かずお）は、日本の外交官。
在ギリシャ、在ハンガリー 特命全権大使を歴任後、関東学園大学および大阪学院大学で教授を務めた。

## 略　歴
1941年（昭和16年）2月5日生。1959年（昭和34年）3月京都府立桃山高等学校卒業。1963年（昭和38年）3月京都大学法学部卒業。
1964年（昭和39年）4月外務省入省、在ドイツ日本国大使館公使を経て、1995年（平成7年）1月参議院事務局渉外部長。1998年（平成10年）1月在ギリシャ国駐箚特命全権大使、2000年（平成12年）2月特命全権大使（大阪担当）、2001年（平成13年）2月在ハンガリー日本国大使館駐箚特命全権大使、2003年（平成15年）11月退官。
2004年（平成16年）4月関東学園大学法学部教授、2005年（平成17年）6月住友倉庫監査役、2006年（平成18年）3月関東学園大学法学部教授退任、2006年（平成18年）4月大阪学院大学外国語学部教授、2012年（平成24年）3月大阪学院大学外国語学部教授退任、2012年（平成24年）6月住友倉庫監査役退任、住友倉庫取締役就任。2014年（平成26年）6月退任。